# Héctor Vergara
Héctor Vergara (født 15. december 1966) er en canadisk fodbolddommer fra Winnipeg, som dømmer i den amerikanske liga Major League Soccer. Han blev aktiv som dommer i 1984, og dømmer som linjedommer. Han har dømt tre VM i fodbold i 2002, 2006 og i 2010 hvor han var linjedommer for Benito Archundia fra Mexico. Hans første internationale kamp var kampen mellem Canada og Nordirland den 22. maj 1995.
| Biografi | Spire Denne biografi om en fodbolddommer er en spire som bør udbygges. Du er velkommen til at hjælpe Wikipedia ved at udvide den. |